# Anarrhinum
- Commons
- Wikispecies

Anarrhinum L. é um género botânico pertencente à família Plantaginaceae. Tradicionalmente este gênero era classificado na família das Scrophulariaceae.

## Sinonímia
- Sairocarpus D. A. Sutton

## Espécies
Há 8 espécies confirmadas:
- Anarrhinum bellidifolium (L.) Willd.
- Anarrhinum corsicum Jord. & Fourr.
- Anarrhinum duriminium (Brot.) Pers.
- Anarrhinum forsskaolii (J.F.Gmel.) Cufod.
- Anarrhinum fruticosum Desf.
- Anarrhinum intermedium C.Simon
- Anarrhinum longipedicellatum R.Fern.
- Anarrhinum pedatum Desf.